# Myrocongridae
A Myrocongridae a csontos halak (Osteichthyes) főosztályának sugarasúszójú halak (Actinopterygii) osztályába, azon belül az angolnaalakúak (Anguilliformes) rendjébe tartozó család.
1 nem és 4 faj tartozik a családhoz.

## Rendszerezés
A családba az alábbi nem és fajok tartoznak.
- Myroconger (Günther, 1870) – 4 faj
  - Myroconger compressus
  - Myroconger gracilis
  - Myroconger nigrodentatus
  - Myroconger prolixus